# Videolänk
Videolänk är en utrustning för att trådlöst överföra rörlig bild, exempelvis från en videokamera till kontrollrum eller OB-buss. Tillämplig i de mest skiftande situationer där man vill eller behöver undvika tidsödande och opraktisk kabeldragning. Man använder oftast på steadicam operators och vissa fall axelkameror. En kamera på stativ är inte vanligt att använda videolänk till.